# Бишево (остров)
Би́шево (хорв. Biševo, на чакавском наречии — Bisovo) — известняковый остров в хорватской части Адриатического моря. Административно относится к Сплитско-Далматинской жупании.

## География
Площадь острова — 5,91 км²; длина — около 5 км; размеры приблизительно 4,6×2,2 км, длина береговой линии — 18,147 км. Берега острова каменисты, имеются заливы и бухты, а также большое количество пещер. Минимальное расстояние до ближайшего острова Вис составляет около 4,2 км. Высочайшей точкой острова является гора Страженица (239 метров).
В центральной части острова есть плодородные почвы. В северной части произрастают сосны. Остальная часть острова покрыта зарослями маквиса или голыми скалами. Прибрежная полоса богата рыбой.

## История
В 1050 году Иван Грилич из Сплита основал на острове монастырь, простоявший в запустении в течение двух столетий из-за опасности пиратства. Около руин монастыря сохранилась церковь Сильвестра I.

## Население
Бишево испытывает интенсивную депопуляцию. Согласно переписи 2001 года на острове проживало 19 жителей, из которых восемь человек были старше 65 лет. Ещё в 1961 году население острова составляло 114 человек, а до Второй мировой войны — около 200. Жители переселяются, в основном, в город Комижа.

## Экономика
Рыболовство и виноградарство являются основными отраслями экономики Бишево.

## Достопримечательности

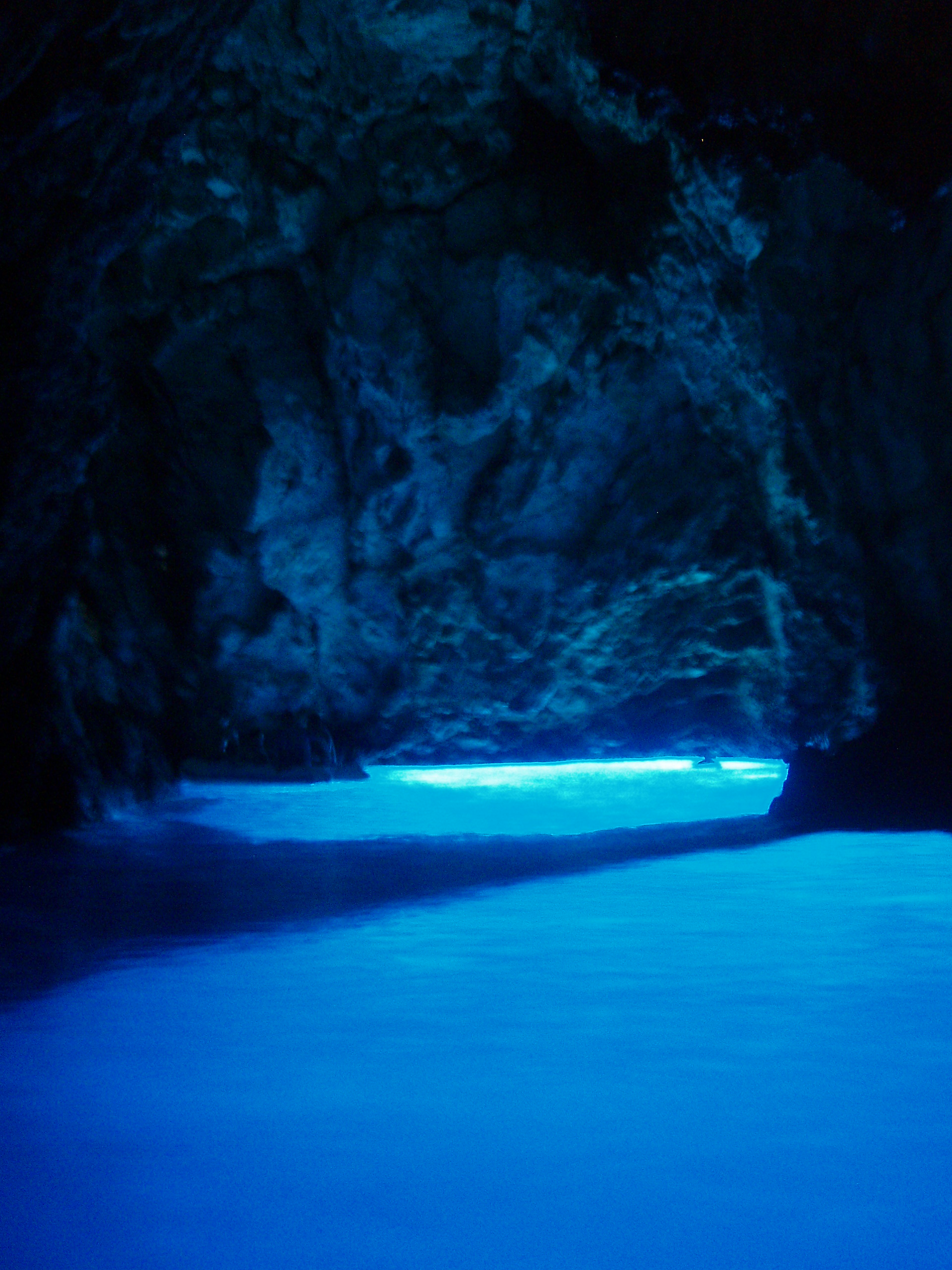
Голубой грот

Достопримечательностью острова является Голубой грот. Вход в грот осуществляется по воде и доступен с 1884 года. Длина грота — 18 метров, глубина и высота — по 6 метров. Высота входа в пещеру — полтора метра, ширина — 2,5 метра. С 10 до 13 часов солнечные лучи проникающие в грот, отражаются от белого дна и окрашивают пещеру в голубой цвет, а предметы, находящиеся в воде, — в серебристый.